# Volby do zastupitelstva města Kamenice nad Lipou 2018
Volby do zastupitelstva města Kamenice nad Lipou  se konaly 5. a 6. října roku 2018. Voliči odevzdali 1372 obálek s hlasy. Volilo se 15 zastupitelů.
Vítězem voleb se opětovně stalo hnutí SNK-CELK se ziskem 28,68% hlasů. Jako druhá byla ČSSD, která získala 28,01%.
Dosavadní starosta Ivan Pfaur, již na starostu nekandidoval a tak byla dohodnuta koalice mezi SNK a ČSSD a hnutím Veřejný prostor lidem. Starostu byl následně zvolen sociální demokrat Jaromír Pařík.

## Výsledky
| Strana                             | Hlasy | %      | Mandáty | +/- |
| ---------------------------------- | ----- | ------ | ------- | --- |
| SNK Kamenice - Vaše volba          | 5242  | 28,68% | 4/15    | 1▼  |
| Česká strana sociálně demokratická | 5118  | 28,01% | 4/15    | ▬   |
| Veřejný prostor lidem a VP         | 3231  | 17,68% | 3/15    | 1▲  |
| Komunistická strana Čech a Moravy  | 2395  | 13,11% | 2/15    | ▬   |
| Občanská demokratická strana       | 2289  | 12,53% | 2/15    | ▬   |